# Slither.io
是一款於2016年發布的網頁大型多人線上遊戲，由史蒂夫·豪斯（Steve Howse）開發。在遊戲中，玩家必須操控一條類似蠕蟲的生物，捕獲各色圓點讓體型變大。該遊戲的最終目標是成為全伺服器最大的蠕蟲。的遊戲概念與2015年風行一時的網頁遊戲《Agar.io》以及經典街機遊戲《貪食蛇》模式相似。
該遊戲的網頁版和iOS版於2016年3月25日發布，並經PewDiePie等多位知名YouTuber推廣而廣為人知。游戏發布后不久，即登上各地區App Store的免費軟體銷售榜榜首，且網頁版曾於2016年7月獲Alexa評為全球瀏覽數最高網站的第250名。Android版於同年3月27日推出。所獲評價多為正面，其遊戲玩法和外觀設計獲得評論家讚美，但廣告和延遲則遭批評。

## 遊戲玩法

遊戲畫面

在遊戲中，玩家操控著一條類似蠕蟲的生物，在地圖中尋找並捕獲各色圓點讓體型變大，同時殲滅其他玩家獲得更多圓點，往成為全伺服器最大蠕蟲的目標邁進。如果玩家的蠕蟲的頭碰到其他玩家的蠕蟲，玩家就會死亡。玩家的屍體會化為特別亮且特別大的圓點，這些圓點的顏色對應玩家的蠕蟲的顏色。當玩家按下滑鼠左鍵或空白鍵時，蠕蟲的移動速度會加快，但同時也會讓身體變小，且蠕蟲快速移動過的路線上會出現圓點。快速移動有助於消滅其他玩家。另一種擊敗其他玩家的策略是繞著對方打轉，直到對方陷入玩家用身體所圍出的圈子無法逃脫，最後一頭撞上玩家的身體。地圖設有邊界，若玩家撞上邊界會直接消失，不會留下圓點。截止至2016年，一天結束時全伺服器最大的蠕蟲可以向全世界發送「勝利訊息」。

### 皮膚
共有16款默認皮膚，每一款都有不同的顏色或者花紋。每次玩家加入伺服器時的皮膚都是系統隨機挑選的。玩家可以選擇特殊的皮膚，如各國國旗及代表知名YouTuber（如Jacksepticeye和PewDiePie等）的皮膚。在早期，玩家必須在Twitter或Facebook上分享遊戲才能解鎖特殊皮膚。此外，玩家亦可選擇自定義皮膚。到了2016年6月，iOS和Android版本也加入了自定義皮膚的功能。

### 手機版
iOS和Android版本有三種操作方式：「经典」，蠕蟲跟隨著玩家的手指移動；「控制桿」，左手操縱螢幕上的控制桿，右手讓蠕蟲加速；「箭頭」，大致上與「控制桿」相同，但蠕蟲頭上會有一個箭頭，顯示蠕蟲移動的方向。自2016年6月起，手機版還多了與人工智慧對戰的離線模式。

## 開發與發布
據遊戲開發者史蒂夫·豪斯（Steve Howse）的說法，他在遇到財務困難時獲得了靈感。因財務困難，他不得不從美國明尼蘇達州的明尼阿波利斯搬家到密西根州，而在那裡他查覺到《Agar.io》流行之程度。豪斯一直很想開發一款多人線上遊戲，但當時唯一的管道只有他不想要的Adobe Flash，使他打消念頭一段时间。直到發現有許多主流瀏覽器能支援一种低延遲連線協定WebSocket，该协议的通信效果能够稳定地运行之類的HTML遊戲後，豪斯才做出了这款游戏。開發過程中最困難的部分是讓每個伺服器都夠穩定地运行，能容納600名玩家。豪斯努力在需求量較大之地區寻找更多可用的服务器，同時避免使用類似亞馬遜網路服務系統的雲端伺服器，因為这些云端服务器使用費用極高。
經過為期6個月的開發作業後，的網頁版和iOS版於2016年3月25日發布，其伺服器最多可容納500名玩家。兩天後，低技術工作室（Lowtech Studios）推出了Android版。豪斯獲取收入的唯一方法是在游戏结束後播廣告，而玩家可以花3.99美元停止播送廣告。他選擇不販售虛擬貨幣或道具，如此一來那些有花錢的玩家就不會佔有優勢。由於豪斯沒錢為遊戲打廣告，只能借助YouTuber的實況来宣传，如PewDiePie、Markiplier和Jacksepticeye。
在遊戲發布的數週後，豪斯開始更新遊戲，以給玩家更佳的遊戲體驗。豪斯也計劃加入新功能，如組隊模式及供玩家選擇伺服器的功能。此外，他表示，有兩家遊戲公司曾找上他，打算買下《Slither.io》。豪斯考慮過賣出遊戲，因為經營遊戲讓他備感壓力。

## 反響
游戏發布后不久，即登上各地區App Store的免費軟體銷售榜榜首，如美國和英國。手機版推出不久後也登上了App Store的遊戲排行榜榜首。2016年7月，的網頁版獲Alexa評為全球瀏覽數最高網站的第250名，接著開始下滑，到了2019年10月初已跌到第4,720名左右。2016年年底，據統計，是美國Google搜尋量最大的電子遊戲。2016年6月，據報導，豪斯每天都可以因該遊戲獲利10萬美元。
《Kotaku》的派翠西亞·赫南德茲（Patricia Hernandez）表示，低門檻和與《Agar.io》的相似度解釋了的受歡迎。她也特別指出遊戲的快節奏。認為其遊戲核心機制類似2009年遊戲《星噬》。《口袋玩家》的哈利·史萊特（Harry Slater）稱讚該遊戲「很有趣」，且遊戲玩法「令人欲罷不能」。他也褒獎了與相似的簡單結構，但認為其不大值得一玩再玩。《TechCrunch》的菲莉西亞·威廉斯（Felicia Williams）對該遊戲的設計表示讚賞，並對自定義皮膚之多樣感到驚喜。
《Gamezebo》的連恩·阿瑪麗絲（Lian Amaris）認為比有趣許多，因為其主角「是一條不斷增長的生物，而不單只是個圓圈」，並指出散發亮光的蠕蟲搭配黑暗的背景，給人一種復古街機遊戲的感覺。阿瑪麗絲也認為的概念很像《Agar.io》，並覺得該遊戲令人聯想到經典街機遊戲《貪食蛇》。的史考提·羅蘭德（Scottie Rowland）稱讚了的玩法和外觀設計，但批評遊戲結束後彈出的廣告，認為這些廣告「煩人至極」，但停止顯示廣告的費用又有點貴。《商業內幕》的布蘭特·蘭（Brandt Ran）表示，這款遊戲有时会有严重的延遲，並說「我感覺我很快就會把卸掉」。

## 備註
1. ↑  顏色有橘色、黃色、紫色、薰衣草色（淡紫色）、藍綠色、綠色、鴨屎綠（英语：Chartreuse (color)）、深紅色、粉紅色、紅色和白色[7]。

## 外部連結
- 官方网站
- 官方維基（页面存档备份，存于）（英文）